# Eupithecia nageli
Eupithecia nageli là một loài bướm đêm trong họ Geometridae.